# 威洛斯普林斯 (加利福尼亚州克恩县)
威洛斯普林斯（英語：Willow Springs）是位於美國加利福尼亞州克恩縣的一個非建制地區。該地的面積和人口皆未知。

## 地理
威洛斯普林斯的座標為34°52′42″N 118°17′48″W / 34.87833°N 118.29667°W，而該地的平均海拔高度為769米（即2523英尺）。